# Another End
Another End ist ein Science-Fiction-Film von Piero Messina, der im Februar 2024 bei den Internationalen Filmfestspielen Berlin seine Premiere feierte, wo der Film im Wettbewerb gezeigt wurde. Der Kinostart in Italien war am 21. März 2024. In dem Film spielen der Mexikaner Gael García Bernal einen Mann und die Norwegerin Renate Reinsve dessen verstorbene Freundin, die durch die titelgebende Technologie wieder ins Leben zurückgeholt wird.

## Handlung
Sals leere Augen scheinen nur noch von Erinnerungen zu leben, seit er Zoe, die Liebe seines Lebens, verloren hat. Seine Schwester Ebe, die ihren Bruder mit wachsender Besorgnis beobachtet, möchte ihm helfen. Sie arbeitet bei Aeternum, einem Konzern der die neue Technologie „Another End“ anbietet, um Hinterbliebenen die Möglichkeit zu geben, von verstorbenen geliebten Menschen auf besondere Weise Abschied zu nehmen. Dabei werden die Erinnerungen und das Bewusstsein eines Toten, die in der Firmendatenbank gespeichert sind, in einen passenden Host eingespeist. Anschließend können die trauernden Angehörigen in einer oder mehreren Sitzungen mit der geliebten Person (in einem fremden Körper) interagieren, beispielsweise Gespräche nachholen, die zu Lebzeiten nicht stattfinden konnten. Das soll – so der Firmenleitspruch – einen anderen Ausgang (another end) ermöglichen und den Trennungsschmerz lindern. Die Menschen, die ihren Körper zur Verfügung stellen, absorbieren die Erinnerungen der Verstorbenen jedes Mal, wenn sie einschlafen. Sie vergessen dabei alles, dieser Prozess lässt sich allerdings nicht beliebig oft wiederholen.
Anfangs wollen weder Sal noch die Eltern seiner verstorbenen Freundin Zoe diese Methode versuchen, um mit ihrem Schmerz fertig zu werden. Sal gibt sich selbst die Schuld an Zoes Tod, da er bei dem Autounfall, der ihr Leben kostete, am Steuer saß und versucht sich mit Tabletten und Alkohol umzubringen. Ebe findet ihn rechtzeitig und kann den Versuch verhindern. Sie schafft es auch, Zoes Mutter davon zu überzeugen, der „Wiederbelebung“ von Zoe zuzustimmen. Auch Sal lässt sich schließlich darauf ein, nachdem ihm ein Therapeut und Kollege von Ebe mehr darüber erzählt. Er bleibt allerdings skeptisch, ob er eine Verbindung zu „seiner Zoe“ spüren kann, wenn sie doch körperlich anders aussieht.
Tatsächlich findet er Zoe im Körper von Ava wieder, als er den Rat des Therapeuten befolgt und ein Streitgespräch mit ihr führt. Er verliebt sich erneut in sie, ist glücklich und möchte nicht von ihr Abschied nehmen. Er schafft es Ebe dazu zu bringen, ihm mehr gemeinsame Zeit mit Zoe-Ava zu verschaffen, obwohl das ihren Arbeitsplatz gefährdet. Als das Programm dennoch zu Ende geht, will er aber nicht tatenlos zusehen, wie sich seine wiedergewonnene Liebe auflöst. Er verfolgt den Host Ava zu ihrem Arbeitsplatz in einem Stripclub und trifft sich mehrmals mit ihr, ohne zu verraten, dass er sie über das „Another End“-Programm kennt. Dabei erfährt er, dass Ava ihr Kind verloren hat und sich als Host anbietet, um dem Alltag zu entfliehen. 
Ava scheint sich auch an Kleinigkeiten aus Zoes Bewusstsein zu erinnern. Sie erfährt schließlich, wer Sal ist und zieht sich zurück. Sal wird wieder depressiv, erfährt dann aber von Ebe, dass Ava mit ihr Kontakt aufgenommen hat und sich doch noch einmal mit ihm treffen will.

## Produktion

### Regie, Drehbuch und Besetzung
„Existenz ist die gefährliche Illusion, in die die Charaktere meines Films geraten.“

Regie führte Piero Messina, der gemeinsam mit Giacomo Bendotti, Valentina Gaddi und Sebastiano Melloni auch das Drehbuch schrieb. Es handelt sich bei Another End nach L'attesa von 2015 und den Fernsehfilmen Artemisia Painting to Survive von 2016 und Palazzo Vecchio: Una storia di arte e di potere von 2018 um den vierten Spielfilm des italienischen Regisseurs. Überwiegend ist Messina für Fernsehserien tätig, so zuletzt für L’Ora – Worte gegen Waffen.
In den Hauptrollen sind der Mexikaner Gael García Bernal als Sal, die Norwegerin Renate Reinsve als Hülle für dessen verstorbene Freundin Zoe, die argentinisch-französische Schauspielerin Bérénice Bejo als Sals Schwester Ebe und die Britin Olivia Williams als Juliette zu sehen.

### Filmförderung, Dreharbeiten und Filmmusik
Der Film wurde von der Direzione Generale Cinema e Audiovisivo des italienischen Ministeriums für Volkskultur gefördert. Die Dreharbeiten fanden in Paris und Rom statt und wurden im Februar 2023 abgeschlossen. Als Kameramann fungierte Fabrizio La Palombara, mit dem Messina bereits für L’Ora – Worte gegen Waffen zusammenarbeitete.
Die Filmmusik komponierte der Italiener Bruno Falanga, der zuletzt für den Horror-Thriller Stranger von Emanuele Pica, die Komödie Gli attassati von Gianpiero Pumo und den Dokumentarfilm Bangarang von Giulio Mastromauro tätig war. Das Soundtrack-Album mit insgesamt zehn Musikstücken wurde im März 2024 von Indigo Film als Download veröffentlicht.

### Marketing und Veröffentlichung
Im Februar 2023 wurde Another End im Rahmen des European Film Market vorgestellt. Die Premiere fand am 17. Februar 2024 bei den Internationalen Filmfestspielen Berlin statt, wo der Film im Wettbewerb gezeigt wurde. Kurz zuvor wurde der erste Trailer vorgestellt. Den internationalen Vertrieb übernimmt Newen Connect. Am 21. März 2024 wurde der Film von 01 Distribution in die italienischen Kinos gebracht.

## Rezeption

### Kritiken
Die Kritiken fielen zu einem großen Teil negativ aus.

### Auszeichnungen
Internationale Filmfestspiele Berlin 2024
- Nominierung im Wettbewerb um den Goldenen Bären[11]

Internationales Filmfest Emden-Norderney 2024
- Nominierung für den Score-Bernhard-Wicki-Preis
- Nominierung für den Focus Future Award[12]

Nastro d’Argento 2024
- Auszeichnung für die Beste Originalgeschichte
- Nominierung für den Besten Filmschnitt (Paola Freddi)
- Nominierung für den Besten Ton (Mauro Eusepi)[13][14]